# Katja Flint
Katja Flint, född 11 november 1959 i Stadthagen, Västtyskland, är en tysk skådespelerska. Hon växte upp i Utah och var gift med skådespelaren Heiner Lauterbach 1985–2001.

## Filmografi (urval)

### Filmer
- 1985 - Glöm Mozart - Magdalena Demel
- 1992 - Den demokratiske terroristen - Monica Reinholdt
- 2005 - Den vita massajen - Elisabeth

### TV-serier
- 1986 - Den gamle deckarräven - Christa Sonnenberg, 1 avsnitt